# Рене Валефф
Рене Валефф (фр. René Waleff, 30 листопада 1874 — 31 березня 1961) — французький академічний веслувальник.
Срібний призер Олімпійських Ігор 1900 року в складі розпашної двійки зі стерновим.
Чемпіон Європи 1900 року в складі розпашної двійки зі стерновим.